# Araeococcus
Genre
Classification phylogénétique
Araeococcus est un genre de la famille des Bromeliaceae, comprenant au moins neuf espèces, originaires d'Amérique du Sud depuis le Brésil jusqu'au Costa Rica.

## Description
Ce sont des plantes à inflorescence en panicule, à calice tripartite à divisions ovales conniventes, à 3 pétales dressés à base nue, périgynes ainsi que les étamines alternes ; filaments plans ; stigmates exsertes ; ovules binnés, appendiculés.

## Liste des espèces
- Araeococcus chlorocarpus (Wawra) Leme & J.A. Siqueira
- Araeococcus flagellifolius Harms
- Araeococcus goeldianus L.B. Smith
- Araeococcus micranthus Brongniart
- Araeococcus montanus Leme
- Araeococcus nigropurpureus Leme & J.A. Siqueira
- Araeococcus parviflorus (Martius & Schultes f.) Lindman
- Araeococcus pectinatus L.B. Smith
- Araeococcus sessiliflorus Leme & J.A. Siqueira